# Europa (filme)
Europa é um filme de drama dinamarquês de 1991 dirigido e escrito por Lars von Trier. Estrelado por Jean-Marc Barr, Barbara Sukowa, Udo Kier e Ernst-Hugo Järegård, venceu o Prêmio do Júri do Festival de Cannes.

## Elenco
- Max von Sydow - narrador
- Jean-Marc Barr - Leopold Kessler
- Barbara Sukowa - Katharina Hartmann
- Udo Kier - Lawrence Hartmann
- Ernst-Hugo Järegård - tio Kessler
- Henning Jensen - Siggy
- Erik Mørk - Pater
- Eddie Constantine - Colonel Harris
- Jørgen Reenberg - Max Hartmann
- Benny Poulsen - Steleman